# Гуаданьоло
Гуаданьоло (итал.  Guadagnolo) — гора в итальянской области Лацио.

## Описание
Гора в Лацио (1218 м) к юго-востоку от Тиволи, самая высокая точка гор Пренестини. На вершине находится одноимённый центр в комунне Капраника-Пренестина (в 8 км); это самое высокогорное населённое место в Лацио.